# 콜리우드
콜리우드(영어: Kollywood)는 인도 첸나이 지방의 영화 산업을 일컫는 비공식 이름으로, 타밀어로 제작된다.
콜리우드는 인도 영화의 일부이다. 주로 타밀어로 된 영화 제작에 기여한다. 타밀 나두의 첸나이에 있는 코담바캄 지역에 기반을 두고 있으며 코담바캄과 할라우드라는 단어의 합성어인 콜리우드로 널리 알려져 있다. 첫 번째 타밀어 무성 영화인 키차카 바담(Keechaka Vadham)은 1918년 R. 나타라자 무달리아르(R. Nataraja Mudaliar)가 감독했다. H M 레디가 감독한 최초의 타밀어 장편 영화인 칼리다스(Kalidas)는 1931년 10월 31일에 개봉되었다.
1930년대 말까지 마드라스 주의 입법부는 1939년 오락세법을 통과시켰다. 타밀 영화 산업은 마드라스(지금의 첸나이)에 설립되었으며 그 후 힌디 영화와 기타 남인도 영화 산업의 제2 허브가 되었다. 이 산업은 또한 스리랑카, 말레이시아, 싱가포르 및 서부의 타밀 디아스포라 인구 사이에서 독립 영화 제작에 영감을 주었다.

## 같이 보기
- 인도 영화